# Federazione di pattinaggio del Messico
La Federazione di pattinaggio del Messico (sp Federacion Mexicana de Patines Sobre Ruedas) è l'organo nazionale messicano che governa e gestisce tutti gli sport rotellistici ed ha lo scopo di organizzare, disciplinare e sviluppare tali discipline.

La sede della federazione è a Città del Messico.

L'attuale presidente è Nicolas Santibanez Incarnacion.

## Discipline
Le discipline ufficialmente affiliate alla federazione sono le seguenti:
- Hockey su pista
- Hockey in linea
- Pattinaggio freestyle
- Pattinaggio artistico
- Pattinaggio corsa
- Skateboard
- Skiroll